# 锡里勒诺布勒
锡里勒诺布勒（法語：Ciry-le-Noble，法語發音：[siʁi lə nɔbl]）是法国索恩-卢瓦尔省的一个市镇，属于欧坦区。

## 地理
锡里勒诺布勒（46°36'19"N, 4°18'2"E）面积33.07 平方千米，位于法国勃艮第-弗朗什-孔泰大區索恩-卢瓦尔省，该省份为法国中部省份，北起顺时针与科多尔省、汝拉省、安省、罗讷省、卢瓦尔省、阿列省和涅夫勒省接壤。
与锡里勒诺布勒接壤的市镇（或旧市镇、城区）包括：桑维涅莱米讷、热讷拉尔、马蒂尼勒孔特、普尤、圣瓦利耶。

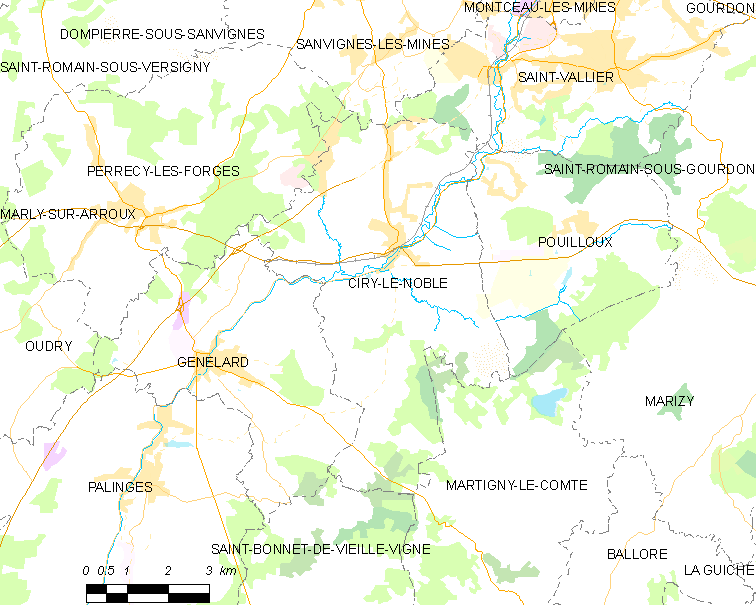
锡里勒诺布勒的OSM定位图

锡里勒诺布勒的时区为UTC+01:00、UTC+02:00（夏令时）。

## 行政
锡里勒诺布勒的邮政编码为71420，INSEE市镇编码为71132。

## 政治
锡里勒诺布勒所属的省级选区为圣瓦利耶县。

## 人口

1962-2008年间锡里勒诺布勒人口变化图示

锡里勒诺布勒于2022年1月1日时的人口数量为2213人。